# Jack Lawrence
Jack Lawrence é um músico estadunidense que atua como baixista nas bandas de rock alternativo The Raconteurs, The Greenhornes e The Dead Weather e tocando banjo e auto-harpa na banda de country alternativo Blanche .

## Discografia
- 1999 The Greenhornes - Gun For You
- 2001 The Greenhornes - The Greenhornes
- 2002 The Greenhornes - Dual Mono
- 2004 Loretta Lynn - Van Lear Rose
- 2005 The Greenhornes - East Grand Blues
- 2005 The Greenhornes - Sewed Soles
- 2004 Blanche - America's Newest Hitmakers
- 2006 The Raconteurs - Broken Boy Soldiers
- 2008 The Raconteurs - Consoler of the Lonely
- 2009 The Dead Weather Horehound
- 2010 The Dead Weather - Sea of Cowards'